# The Journal of Allergy and Clinical Immunology
The Journal of Allergy and Clinical Immunology (abrégé en J. Allergy Clin. Immunol.) est une revue scientifique et médicale à comité de lecture.
Ce mensuel publie des articles de recherches couvrant le domaine des allergies, et plus généralement de l'immunologie humaine, ainsi que de leurs interactions avec d'autres spécialités médiacles.
Initialement intitulée : « The Journal of Allergy » lors de sa création en 1929, cette revue a été renommée plus précisément avec son nom actuel en 1971,.
Cette revue ainsi que sa déclinaison pathologique et thérapeutique sont liées à l'American Academy of Allergy, Asthma, and Immunology (AAAAI), association américaine regroupant des spécialistes du monde entier sur les sujets d'allergies, d'asthme et d'immunologie.
D'après le Journal Citation Reports, le facteur d'impact de cette revue était de 14,1 en 2018.
En 2014, cette revue était la plus citée parmi celles de sa catégorie, en l'occurrence, celles relevant des études médicales liées aux allergies et à l'immunologie.